# Канталь
Канталь (фр. Cantal) — департамент на півдні центральної частини Франції, один з департаментів регіону Овернь-Рона-Альпи. Порядковий номер 15.
Адміністративний центр — Оріяк. Населення 151 тис. (92-е місце серед департаментів, дані 1999 року ).

## Географія
Площа території 5726 км².
Департамент включає 3 округи, 27 кантонів і 260 комун.

## Історія
Канталь — один з перших 83 департаментів, створених в березні 1790. Займає частину території колишньої провінції Овернь.
Батьківщина двох президентів Франції: Поля Думера і Жоржа Помпіду.